# Lista de canções gravadas por Marília Mendonça

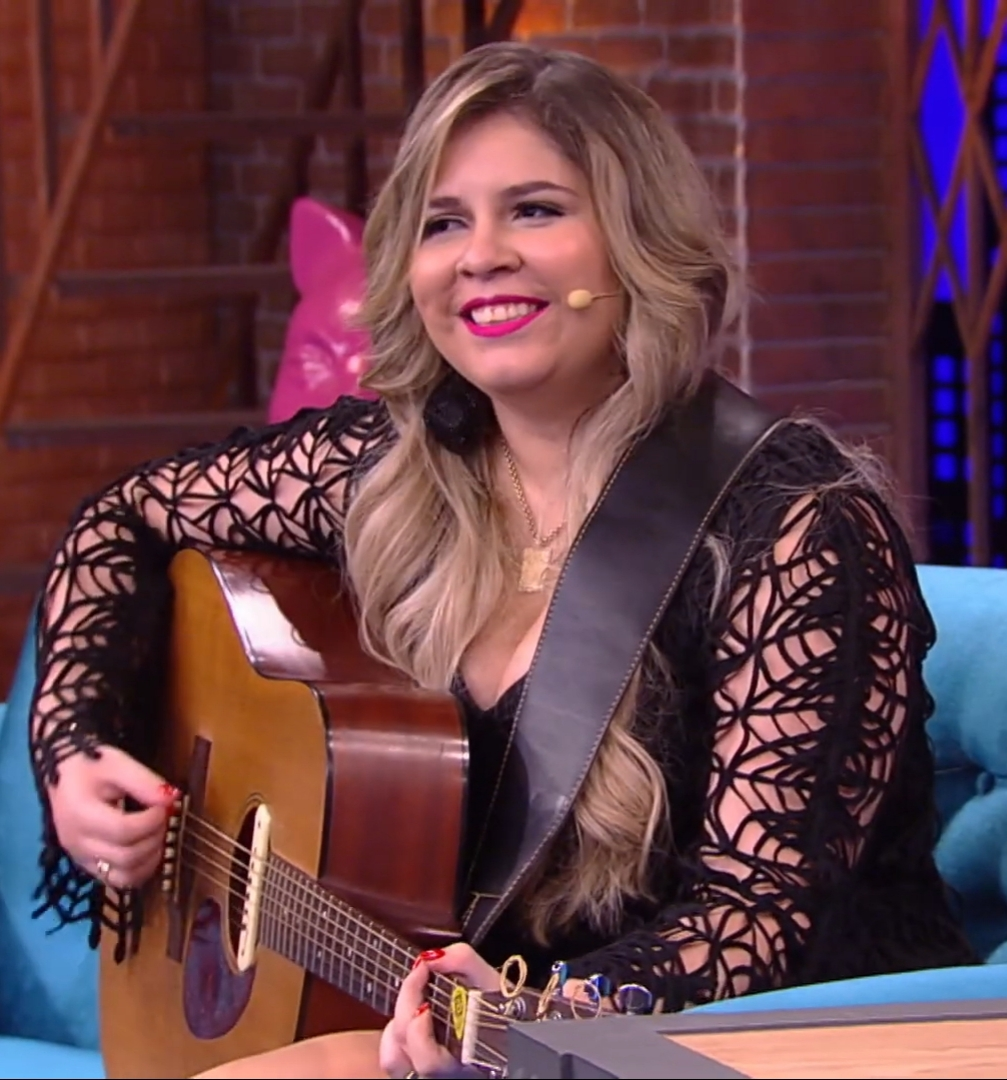
Marília Mendonça em 2018.

A seguir é apresentada a lista das canções gravadas por Marília Mendonça, uma cantora e compositora brasileira que gravou canções para um álbum de estúdio, quatro ao vivo, duas compilação e 14 singles. 

## Canções

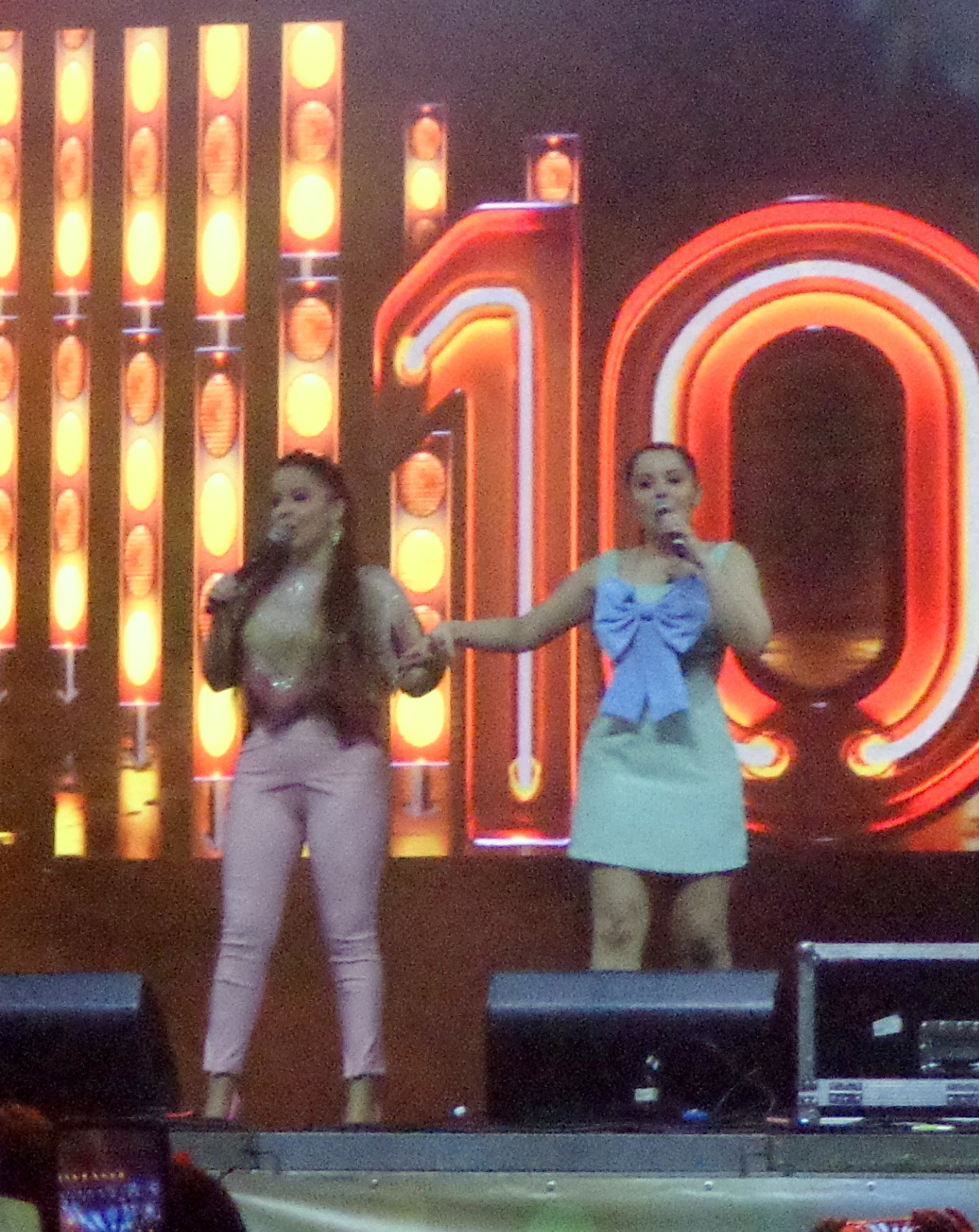
Maiara & Maraisa (foto) colaboraram com Mendonça nas canções, em ordem alfabética, "10 de Setembro", "A Culpa é Dele", "A Solidão é Uma Ressaca", "Assunto Delicado", "Bebaça", "Cara ou Coroa (A Cara o Cruz)", "Cheiro de Shampoo", "Coração Bandido", "Deixa Eu Te Amar", "Dez Corações", "Esqueça-Me Se For Capaz", "Eu Não Vou Namorar", "Fã Clube", "Motel", "Motel Afrodite", "Nada Mudou", "Não Aprendi a Dizer Adeus", "Não Sei o que Lá", "No Dia Em Que Eu Saí de Casa", "Nuvem de Lágrimas", "Paixão Goiana", "Para de Me Chamar Pra Trair", "Pout-Porri Modão", "Presepada", "Quero Você do Jeito Que Quiser", "Só Pensando em Você", "Te Quero Pra Mim (It Matters to Me)", "Todo Mundo Menos Você", "Um Brinde", "Uma Vida a Mais (Listen to Your Heart)", "Você Não Manda Em Mim" e "Você Nem É Tudo Isso".

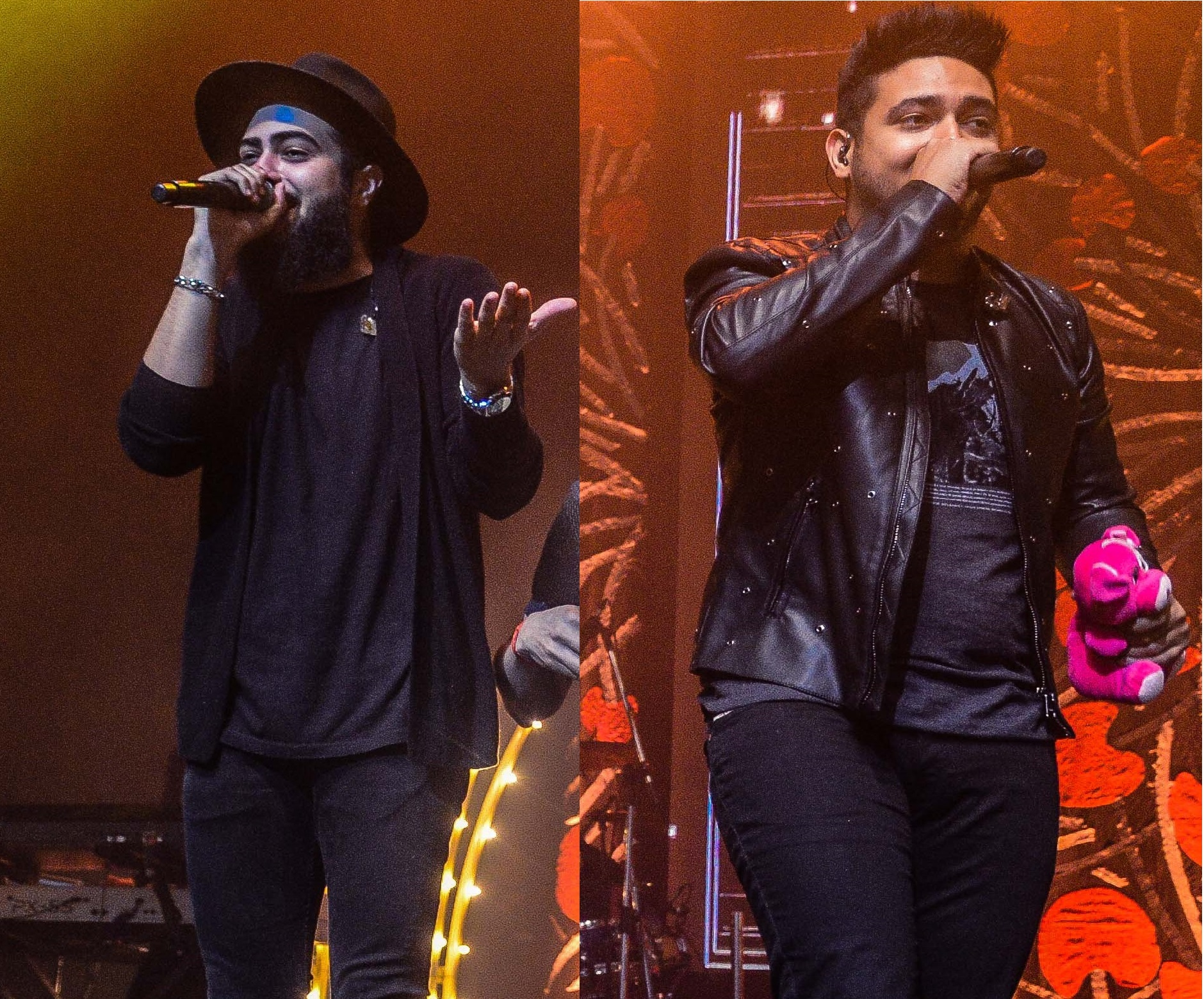
Henrique & Juliano (foto) colaboraram com Mendonça em "Abaixa o Som", "Flor e o Beija-flor", "Impasse" e "Mudou a Estação".

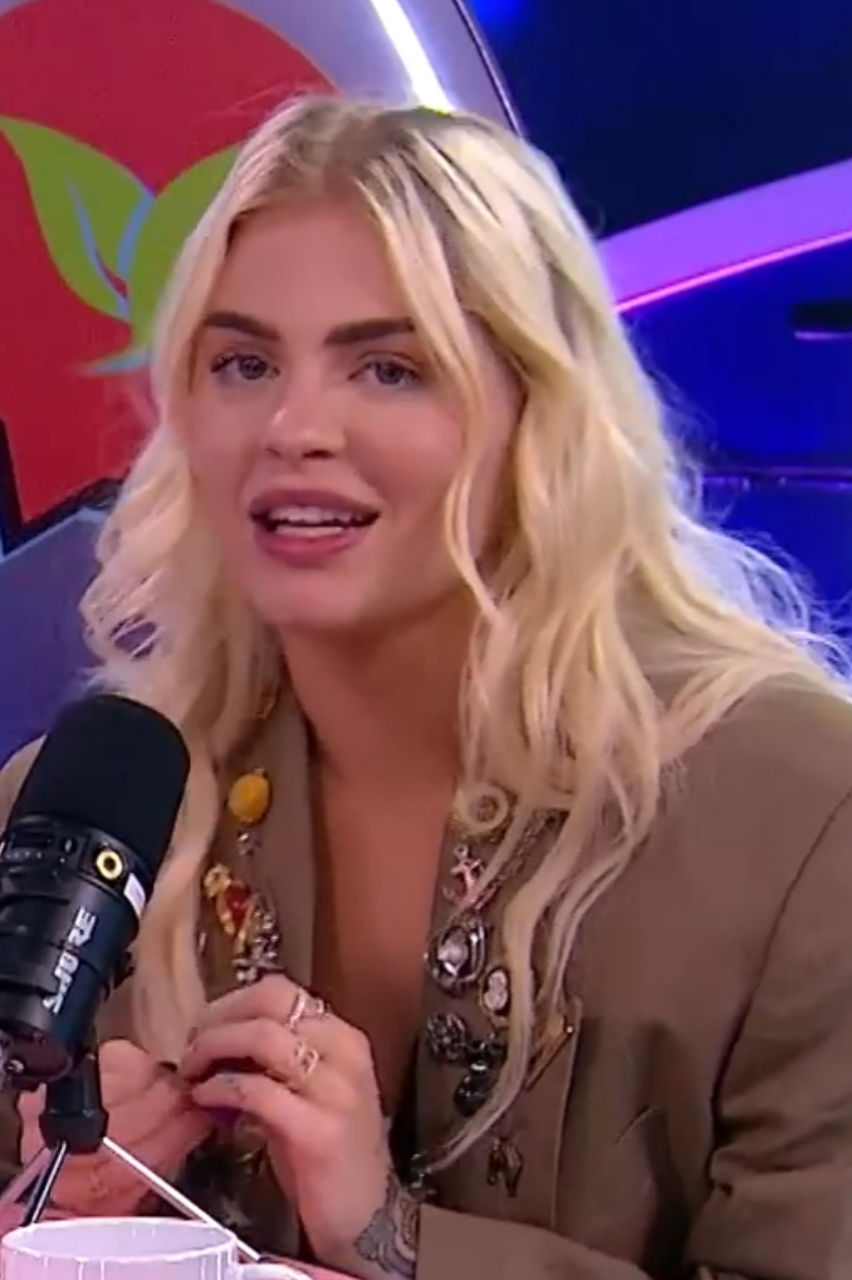
Mendonça e Luísa Sonza (foto) colaboraram em "Melhor Sozinha (Remix)".

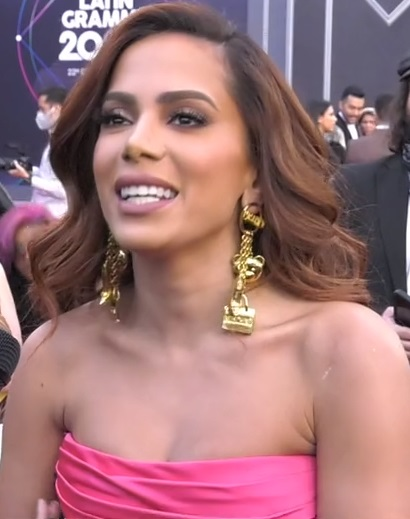
Anitta (foto) colaborou com Mendonça em "Some Que Ele Vem Atrás".

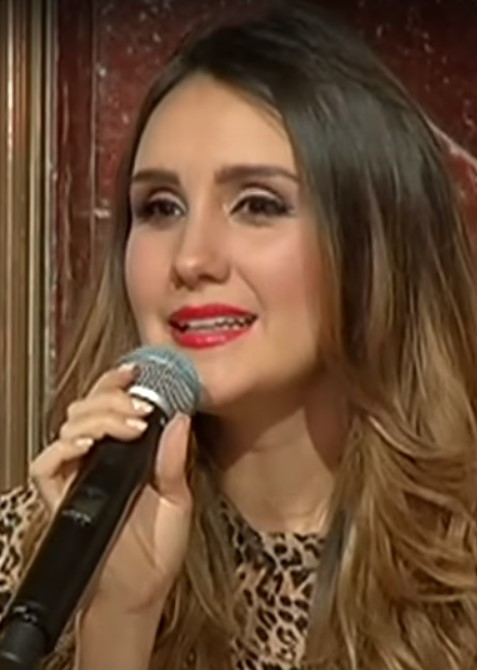
Dulce María (foto) colaborou com Mendonça em "Amigos Con Derecho".

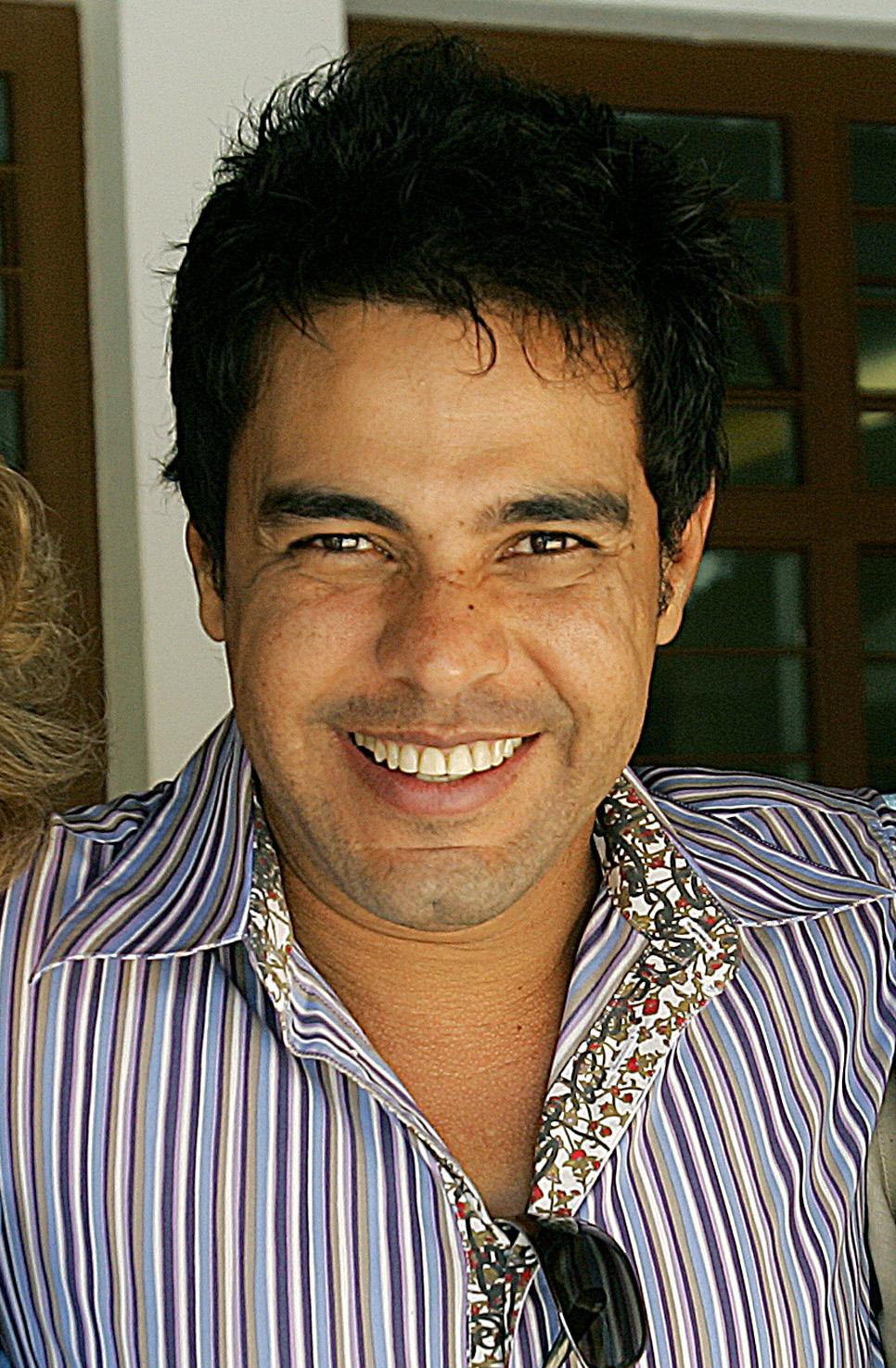
Mendonça e Zezé Di Camargo (foto) colaboraram em "Você Não é Mais Assim".

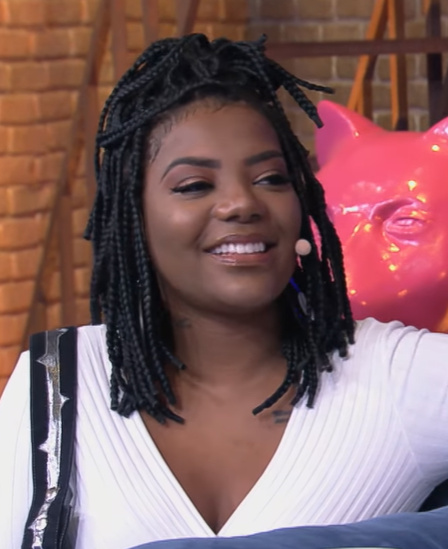
Ludmilla (foto) colaborou com Mendonça em "Insônia".

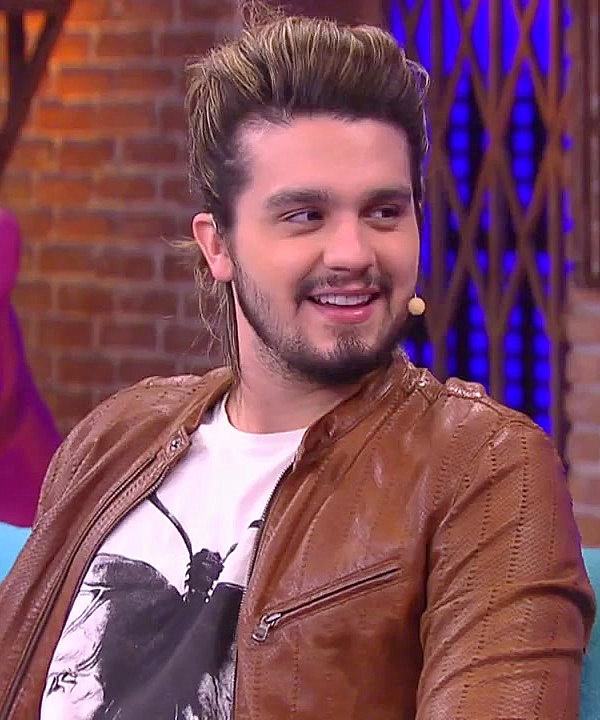
Luan Santana (foto) colaborou com Mendonça em "Fantasma".

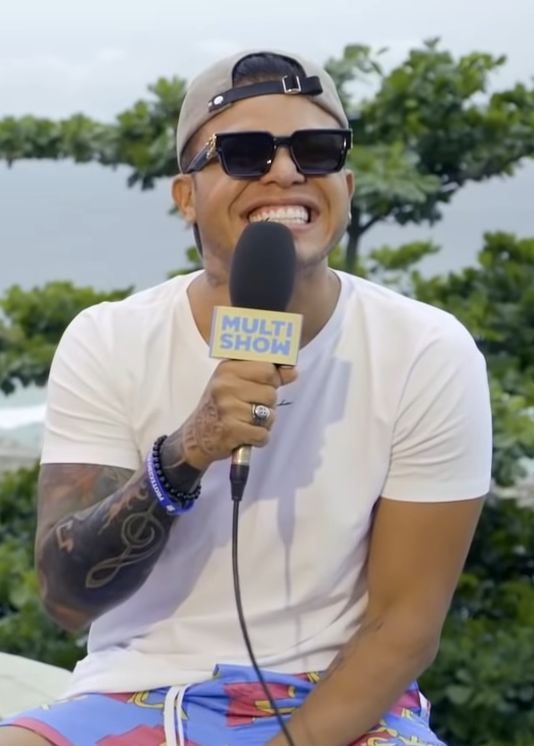
Tierry (foto) e Mendonça colaboraram em "Hackearam-Me".

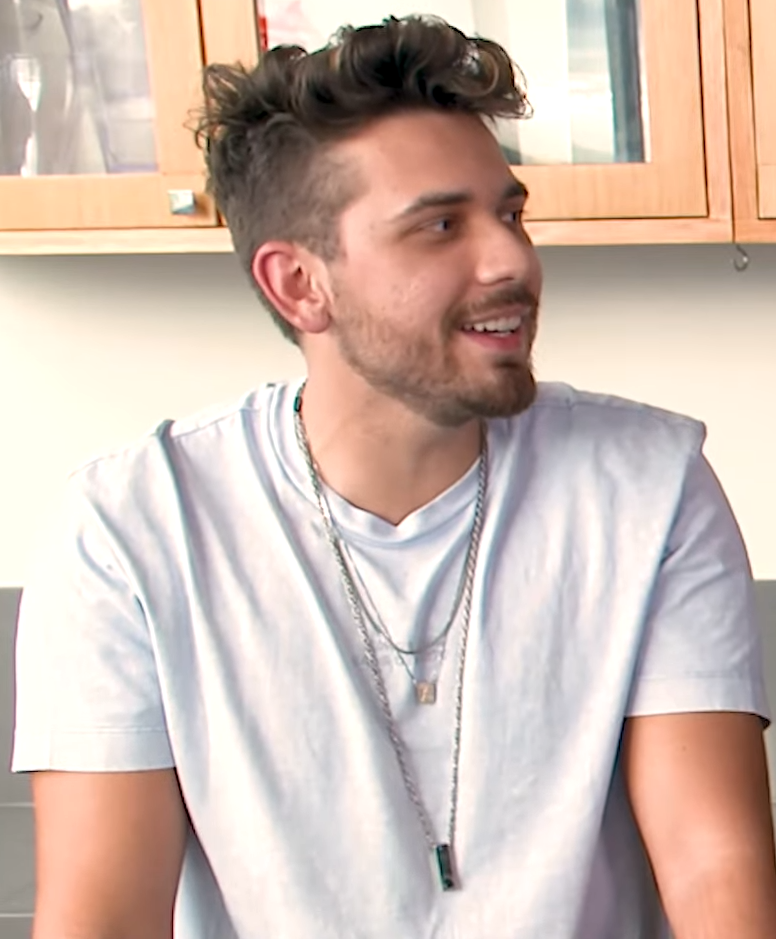
Gustavo Mioto (foto) colaborou com Mendonça em "Restrição Sentimental".

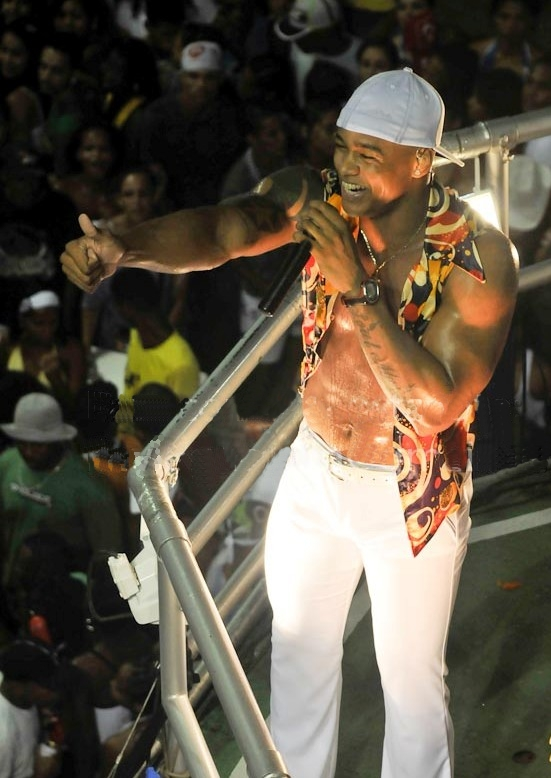
Mendonça e Leo Santana (foto) colaboraram em "Apaixonadinha" e "Incendeia".

| † | Denota lançamento como single             |  |
| ‡ | Denota lançamento como single promocional |  |
|   | Denota uma canção que não foi lançada     |  |

| Canção | Compositor(es)                                                                                          | Álbum | Ano                    | Ref.                 |
| --- | --- | --- | ---------------------- | -------------------- |
| "10 de Setembro" com Maiara & Maraisa | Marília Mendonça Maiara Juliano Tchula Elcio di Carvalho                                                | Patroas | 2020                   | [ 1 ]                |
| "12 Horas (Acústico)" Dilsinho part. Marília Mendonça | Pedro Felipe Thiago Soares                                                                              | Não associado a nenhum álbum | 2018                   | [ 2 ]                |
| "50 por Cento" Naiara Azevedo part. Marília Mendonça | Naiara Azevedo Rafael Quadros Vinni Miranda Waléria Leão Denner Ferrari                                 | Não associado a nenhum álbum | 2022                   | [ 3 ]                |
| "A Culpa é Dele" com Maiara & Maraisa | Marília Mendonça                                                                                        | Agora É Que São Elas 2 (Ao Vivo \| Acústico)                                                                                                  | 2018                   | [ 4 ]                |
| "A Gente Não Se Aguenta" | Juliano Tchula Junior Pepato Danillo Davilla Michel Alves Ruan Soares                                   | Realidade Perfil | 2017                   | [ 5 ]                |
| "A Gente Não Tá Junto" | Marília Mendonça Juliano Tchula Junior Gomes                                                            | Realidade | 2017                   | [ 5 ]                |
| "A Mais Disputada" com Péricles, Papatinho part. MD Chefe, DomLaike                                                                                                 | Papatinho MD Chefe DomLaike Felipe Kep Sorocada Gabriel Morant Callifa Kaique KeF                       | Não associado a nenhum álbum | 2021                   | [ 6 ]                |
| "A Solidão é Uma Ressaca" com Maiara & Maraisa | Bruno Rafael Dias                                                                                       | Patroas | 2020                   | [ 1 ]                |
| "A Voz do Coração" | Marília Mendonça Maraísa Juliano Tchula                                                                 | Marília Mendonça - EP Marília Mendonça | 2016                   | [ 7 ]                |
| "Abaixa o Som" Henrique & Juliano part. Marília Mendonça | Daniel Rangel / Juliano Tchula / Marília Mendonça                                                       | 2015 | [ 8 ]                  |                      |
| "Abandono de Incapaz" | Everton Matos Guilherme Ferraz Paulo Pires Rafael Quadros Ray Antonio Sando Neto                        | Todos os Cantos, Vol. 3 | 2019                   | [ 9 ]                |
| "Aceita Que Dói Menos" Trio Parada Dura part. Marília Mendonça | Chico Amado                                                                                             | Chalana, Churrasco e Viola | 2017                   | [ 10 ]               |
| "Alô Porteiro" | Carlos Pitty Adriano Bernardes Di Souza                                                                 | Marília Mendonça - EP Marília Mendonça Perfil                                                                                                 | 2016                   | [ 7 ]                |
| "Amante Não Tem Lar" | Marília Mendonça Juliano Tchula                                                                         | Realidade Perfil Decretos Reais, Vol. 3 Decretos Reais                                                                                        | 2017/ 2022             | [ 5 ] [ 11 ]         |
| "Amava Nada" dueto com Lucas Lucco | Lucas Lucco Edu Moura Samuel Deoli                                                                      | Rolê Diferenciado | 2022                   | [ 12 ]               |
| "Amigo Emprestado" | Douglas Mello Gustavo Martins Nando Marx Flavinho Tinto                                                 | Todos os Cantos | 2019                   | [ 13 ]               |
| "Amigos Con Derecho" dueto com Dulce María | Dulce María Marcela de La Garza                                                                         | Não associado a nenhum álbum | 2021                   | [ 14 ]               |
| "Amor Falsificado" Menos é Mais part. Marília Mendonça | Thiago Soares Maurício Magú                                                                             | Confia | 2021/ 2023             | [ 15 ]               |
| "Apaixonadinha" part. Leo Santana e Didá Banda Feminina | Rafinha RSQ Filipe Escandurras                                                                          | Todos os Cantos, Vol. 2 | 2019                   | [ 16 ]               |
| "Apartamento 119" Henrique Casttro part. Marília Mendonça | Henrique Casttro Elvis Elan Montenegro                                                                  | Henrique Casttro Ao Vivo | 2021                   | [ 17 ]               |
| "Assunto Delicado" com Maiara & Maraisa | Marília Mendonça Maiara Juliano Tchula Elcio di Carvalho                                                | Patroas | 2020                   | [ 1 ]                |
| "Até o Tempo Passa" | Marília Mendonça Juliano Tchula                                                                         | Realidade | 2017                   | [ 5 ]                |
| "Ausência" | Felipe de Paula Hugo Henrique Juliano Tchula                                                            | Agora É Que São Elas 2 (Ao Vivo \| Acústico)                                                                                                  | 2018                   | [ 18 ]               |
| "Bateria Acobou" Zé Neto & Cristiano part. Marília Mendonça | Desconhecido                                                                                            | Um Novo Sonho | 2017                   | [ 19 ]               |
| "Bebaça" part. Maiara & Maraisa | Murilo Huff Gustavo Martins Rafael Augusto Ricardo Vismark Ronael                                       | Todos os Cantos Marília Mendonça: As Melhores 2023                                                                                            | 2019                   | [ 20 ]               |
| "Bebi Liguei" | Gabriel Agra Philipe Pancadinha Thales Lessa Victor Hugo                                                | Todos os Cantos Marília Mendonça: As Melhores 2023                                                                                            | 2019                   | [ 21 ]               |
| "Bem Pior Que Eu" | Murilo Huff Gustavo Martins Rafael Augusto Ricardo Vismark Ronael                                       | Todos os Cantos Marília Mendonça: As Melhores 2023                                                                                            | 2019                   | [ 22 ]               |
| "Bye Bye" | Murilo Huff Gustavo Martins Rafael Augusto Ricardo Vismark Ronael                                       | Todos os Cantos | 2019                   | [ 23 ]               |
| "Café da Manhã" | Roberto Carlos Erasmo Carlos                                                                            | Decretos Reais, Vol. 2 Decretos Reais Marília Mendonça: As Melhores 2023                                                                      | 2022                   | [ 24 ]               |
| "Calculista" com Dom Vittor & Gustavo | Dom Vittor João Gustavo Dias Leo Soares Kito Matheus Araujo                                             | Não associado a nenhum álbum | 2021                   | [ 25 ]               |
| "Cara Ou Coroa (A Cara o Cruz)" com Maiara & Maraisa | Alejandro Monroy Fernandéz Carlos Colla Carlos Villa de La Torre                                        | Patroas | 2020                   | [ 1 ]                |
| "Casa da Mãe Joana" part. Henrique & Juliano | Elcio di Carvalho Thales Lessa Victor Hugo                                                              | Todos os Cantos | 2019                   | [ 26 ]               |
| "Cê Tá Preparada" Tyrone part. Marília Mendonça | Blener Maycom Waléria Leão Montenegro Henrique Moura Tunico                                             | Na Dose Certa | 2021                   | [ 27 ]               |
| "Cheiro de Shampoo" com Maiara & Maraisa | Cecílio Nena                                                                                            | Patroas | 2020                   | [ 1 ]                |
| "Ciumeira" | Everton Matos Diego Ferrari Guilherme Ferraz Paulo Pires Ray Antonio Sando Neto Anair de Paula          | Todos os Cantos Marília Mendonça: As Melhores 2023                                                                                            | 2019                   | [ 28 ]               |
| "Como Faz com Ela" | Maiara Paula Mattos                                                                                     | Marília Mendonça Perfil | 2016                   | [ 29 ]               |
| "Completa a Frase (Completa Aí)" Henrique & Juliano part. Marília Mendonça                                                                                          | Douglas Mello Nando Marx Flavinho Tinto                                                                 | Menos È Mais | 2018                   | [ 30 ]               |
| "Conspiração" Tribo da Periferia part. Marília Mendonça | Tribo da Periferia                                                                                      | Não associado a nenhum álbum | 2019                   | [ 31 ]               |
| "Coração Bandido" com Maiara & Maraisa | Silas Barcelos Rafael Dias                                                                              | Patroas Marília Mendonça: As Melhores 2023 | 2020                   | [ 1 ]                |
| "Coração Bipolar" Zé Henrique & Gabriel part. Marília Mendonça | Zé Henrique Arthur Freitas Ivan Madeiros João Pedroni                                                   | Histórico | 2017                   | [ 32 ]               |
| "Coração Mal Assombrado" | Danilo Davilla Gabriel Agra Matheus Marcolino Thales Lessa                                              | Agora É Que São Elas 2 (Ao Vivo \| Acústico)                                                                                                  | 2018                   | [ 33 ]               |
| "Cuidando de Longe" Gal Costa part. Marília Mendonça | Marília Mendonça Juliano Tchula Junior Gomes Vinícius Poeta                                             | A Pele do Futuro | 2018                   | [ 34 ]               |
| "Cumbia do Amor" | Tonny Brasil                                                                                            | Decretos Reais, Vol. 3 Decretos Reais | 2022                   | [ 11 ]               |
| "De Quem é a Culpa?" | Marília Mendonça Juliano Tchula                                                                         | Realidade Perfil | 2017                   | [ 5 ]                |
| "Deixa Eu Te Amar" com Maiara & Maraisa | Edson Flavinho Alencar                                                                                  | Patroas | 2020                   | [ 1 ]                |
| "Deprê" | Marília Mendonça                                                                                        | Nosso Amor Envelheceu - EP | 2021                   | [ 35 ]               |
| "Dez Corações" com Maiara & Maraisa | Christian Luz                                                                                           | Patroas | 2020                   | [ 1 ]                |
| "Do Copo Eu Vim" Diego & Victor Hugo part. Marília Mendonça | Junior Gomes Douglas Mello Flavinho Tinto Nando Marx Philipe Pancadinha Victor Hugo                     | Diego & Victor Hugo Ao Vivo em Brasília | 2019                   | [ 36 ]               |
| "Dois Enganados" Murilo Huff part. Marília Mendonça | Murilo Huff Danillo Dávila Gustavo Martins Walace Melo                                                  | Pra Ouvir Tomando Uma, Vol. 1 - EP | 2019                   | [ 37 ]               |
| "Ei, Saudade" | Rennó Vinícius Poeta Vine Show Junior Gomes Benício Neto                                                | Realidade | 2017                   | [ 5 ]                |
| "Eu Fui Desses" Kleo Dibah & Rafael part. Marília Mendonça | Caio Costa Felipe Árna Kleo Dibah Rafael Oliveira                                                       | Bem Vindo ao Clube | 2016                   | [ 38 ]               |
| "Eu Não Sou Novela" | Marília Mendonça Juliano Tchula Gabriel Agra Hugo Del Vecchio                                           | Realidade | 2017                   | [ 5 ]                |
| "Entre Quatro Paredes" | Juliano Tchula Thales Lessa Filipe Labret                                                               | Marília Mendonça | 2016                   | [ 29 ]               |
| "Esqueça-Me Se For Capaz" com Maiara & Maraisa | Junior Gomes Thales Lessa Renno Poeta De Ângelo                                                         | Patroas 35% Marília Mendonça: As Melhores 2023                                                                                                | 2021                   | [ 39 ]               |
| "Essas Nossas Brigas" | Juliano Tchula Rangel Castro Rick Amaro                                                                 | Marília Mendonça - EP Marília Mendonça | 2016                   | [ 7 ]                |
| "Esse Cara Aqui do Lado" | Marília Mendonça Maiara Juliano Tchula Elcio di Carvalho                                                | Marília Mendonça | 2016                   | [ 29 ]               |
| "Estranho" | Bruno César Cristhyan Ribeiro Michel Alves                                                              | Agora É Que São Elas 2 (Ao Vivo \| Acústico)                                                                                                  | 2018                   | [ 40 ]               |
| "Estrelinha" Di Paullo & Paulino part. Marília Mendonça | Gabriel Rocha Lucas Carvalho Leandro Visacre Luigi                                                      | Nós & Elas | 2018                   | [ 41 ]               |
| "Eu Sei de Cor" | Danillo Davilla Elcio di Carvalho Lari Ferreira Junior Pepato                                           | Agora É Que São Elas Ao Vivo (Acústico) - EP Realidade Perfil Marília Mendonça: As Melhores 2023                                              | 2016/ 2017             | [ 42 ] [ 5 ]         |
| "Evidências" Chitãozinho & Xororó part. Alcione, Ana Clara, Anavitória, Simone & Simaria, Bruna Viola, Kell Smith, Tania Maria, Maiara & Maraisa e Marília Mendonça | José Augusto Paulo Sérgio Valle                                                                         | Elas em Evidências | 2017                   | [ 43 ]               |
| "Experiência" dueto de Henrique Casttro e Marília Mendonça | Henrique Casttro Marília Mendonça Maraisa                                                               | Não associado a nenhum álbum | 2024                   | [ 44 ]               |
| "Fã Clube" com Maiara & Maraisa | Gustavo Martins Kito Rafaela Miranda Isabella Resende                                                   | Patroas 35% | 2021                   | [ 45 ]               |
| "Fantasma" Luan Santana part. Marília Mendonça | Matheus Aleixo                                                                                          | 1997 | 2016                   | [ 46 ]               |
| "Flor e o Beija-Flor" com Henrique & Juliano/solo | Marília Mendonça Juliano Tchula                                                                         | Novas Histórias: Ao Vivo em Recife Decretos Reais: Manuscritos da Rainha                                                                      | 2016/ 2023             | [ 47 ] [ 48 ]        |
| "Foi por Conveniência" | Marília Mendonça                                                                                        | Nosso Amor Envelheceu - EP | 2021                   |                      |
| "Foi Só Um Caso" Chitãozinho & Xororó part. Marília Mendonça | Chitãozinho Xororó Danimar Carlos Randall                                                               | Elas em Evidências | 2017                   | [ 43 ]               |
| "Folgado" | Marília Mendonça Juliano Tchula Vine Show                                                               | Marília Mendonça Agora É Que São Elas Ao Vivo (Acústico) - EP Perfil                                                                          | 2016/ 2017             | [ 29 ] [ 42 ]        |
| "Frieza" Marilo Huff part. Marília Mendonça | Ricardo Vismarck Ronael Rodrigo Reys                                                                    | Pra Ouvir Tomando uma 2 | 2020                   | [ 49 ]               |
| "Furando o Sinal" Luíza & Murillo part. Marília Mendonça | Bruno Sucesso Hiago Vinicius Natanael Silva                                                             | Segunda Dose | 2019                   | [ 50 ]               |
| "Graveto" | Edu Moura Matheus di Pádua Normani Pelegrini                                                            | Marília Mendonça: As Melhores 2023 | 2020                   | [ 51 ]               |
| "Hoje Somos Só Metade" | Marília Mendonça Juliano Tchula Junior Gomes Vinícius Poeta Vine Show                                   | Marília Mendonça | 2016                   | [ 29 ]               |
| "Hackearam-Me" Tierry part. Marília Mendonça/solo | Tierry                                                                                                  | Acertou Na Mosca Decretos Reais, Vol. 2 Decretos Reais Marília Mendonça: As Melhores 2023                                                     | 2020/ 2022             | [ 52 ] [ 24 ]        |
| "Incendeia" Leo Santana part. Marília Mendonça/solo | Leo Santana Rafinha RSQ Rafa Chagas                                                                     | Baile da Santinha: Ao Vivo em Fortaleza | 2016                   | [ 53 ]               |
| "Impasse" part. Henrique & Juliano | Ivan Medeiros Marcello Melo Viviv Abreu                                                                 | Marília Mendonça | 2015                   | [ 29 ]               |
| "Infiel" | Marília Mendonça                                                                                        | Marília Mendonça Agora É Que São Elas Ao Vivo (Acústico) - EP Perfil Decretos Reais, Vol. 3 Decretos Reais Marília Mendonça: As Melhores 2023 | 2015/ 2017/ 2022       | [ 29 ] [ 42 ] [ 11 ] |
| "Insônia" dueto com Ludmilla | Ludmilla Umberto Tavares Jefferson Junior                                                               | Numanice 2: Ao Vivo | 2022                   | [ 54 ]               |
| "Intenção" part. Gaab | Juliano Tchula Natanael Silva Juan Marcus Renato Campeiro                                               | Todos os Cantos, Vol. 3 | 2019                   | [ 55 ]               |
| "Leão" Xamã feat. Marília Mendonça | Xamã | Zodíaco | 2020                   | [ 56 ]               |
| "Leão" (Remix) | Xamã | Decretos Reais, Vol. 2 Decretos Reais Marília Mendonça: As Melhores 2023                                                                      | 2022                   | [ 24 ]               |
| "Love à Queima Roupa" | Gabriel Vittor Jota Lennon                                                                              | Todos os Cantos | 2019                   | [ 57 ]               |
| "Mal Feito" com Hugo & Guilherme | Felipe Árna                                                                                             | Próximo Passo | 2022                   | [ 58 ]               |
| "Me Ame Mais" com Jorge & Mateus/solo | Henrique Andrade                                                                                        | Tudo em Paz Decretos Reais Marília Mendonça: As Melhores 2023                                                                                 | 2021/ 2023             | [ 59 ] [ 60 ]        |
| "Me Desculpe, Mas Sou Fiel" | Elvis Pires Renato Moreno Rodrigo Mell                                                                  | Marília Mendonça - EP Marília Mendonça | 2016                   | [ 7 ]                |
| "Melhor Sozinha" (Remix) dueto com Luísa Sonza | Luísa Sonza Carol Biazin Douglas Moda Nave Vitão                                                        | Não associado a nenhum álbum | 2021                   | [ 61 ]               |
| "Meu Cupido é Gari" | Junior Gomes Vinícius Poeta                                                                             | Marília Mendonça | 2016                   | [ 29 ]               |
| "Moleque" Pacheco part. Marília Mendonça | Pacheco                                                                                                 | Não associado a nenhum álbum | 2018                   | [ 62 ]               |
| "Morango do Nordeste" | Fernando Alves Walter de Afogados                                                                       | Decretos Reais, Vol. 2 Decretos Reais Marília Mendonça: As Melhores 2023                                                                      | 2022                   | [ 24 ]               |
| "Motel" Maiara & Maraisa part. Marília Mendonça | Marília Mendonça Juliano Tchula Rangel Castro                                                           | Ao Vivo em Goiânia | 2016                   | [ 63 ]               |
| "Motel Afrodite" com Maiara & Maraisa | Henrique Casttro Douglas Cezar Elvin Elan                                                               | Patroas 35% | 2021                   | [ 45 ]               |
| "Mudou a Estação" part. Henrique & Juliano | Marília Mendonça Juliano Tchula Elcio di Carvalho                                                       | Realidade | 2017                   | [ 5 ]                |
| "Nada Mudou" com Maiara & Maraisa | Paulino                                                                                                 | Patroas | 2020                   | [ 1 ]                |
| "Não Aprendi a Dizer Adeus" com Maiara & Maraisa | Joel Marques                                                                                            | Patroas | 2020                   | [ 1 ]                |
| "Não Casa Não" | Paulo Pires Ray Antônio Guilherme Ferraz Sando Neto Diego Ferrari Everton Matos                         | Realidade | 2017                   | [ 5 ]                |
| "Não Era Pra Ser Assim" | Claudio Noam Jaciano Lucas Robles                                                                       | Decretos Reais, Vol. 1 Decretos Reais Marília Mendonça: As Melhores 2023                                                                      | 2022                   | [ 64 ]               |
| "Não Sei o Que Lá" com Maiara & Maraisa | Thales Lessa De Ângelo Felipe Kef Kaique KeF Rodrigo Nu12                                               | Patroas 35% | 2021                   | [ 65 ]               |
| "Nem É Bom Lembrar" | Zezé di Camargo Cesar Augusto                                                                           | Decretos Reais, Vol. 2 Decretos Reais Marília Mendonça: As Melhores 2023                                                                      | 2022                   | [ 24 ]               |
| "Nem Foi e Já Voltou" | Rennó Vinícius Poeta Vine Show Junior Gomes Benício Neto Luiz Henrique Paloni                           | Realidade | 2017                   | [ 5 ]                |
| "No Dia Que Eu Sai de Casa" com Maiara & Maraisa | Joel Marques                                                                                            | Patroas | 2020                   | [ 1 ]                |
| "Nosso Amor Envelhecer" | Marília Mendonça                                                                                        | Nosso Amor Envelheceu - EP | 2021                   | [ 66 ]               |
| "Nuvem de Lágrimas" com Maiara & Maraisa | Paulinho Rezende Paulo Debetio                                                                          | Patroas | 2020                   | [ 1 ]                |
| "O Nosso Amor Venceu" Ivete Sangalo part. Marília Mendonça | Ivete Sangalo Gigi                                                                                      | Ivete Sangalo Live Experience (Ao Vivo em São Paulo)                                                                                          | 2018                   | [ 67 ]               |
| "O Que É O Que É?" Simone & Simaria part. Marília Mendonça | Tierry                                                                                                  | Churrasco das Coleguinhas | 2019                   | [ 68 ]               |
| "O Que Falta Em Você Sou Eu" | Marília Mendonça Juliano Tchula Frederico Nunes Hugo Del Vecchio                                        | Marília Mendonça - EP Marília Mendonça Perfil Decretos Reais, Vol. 3 - EP Decretos Reais Marília Mendonça: As Melhores 2023                   | 2014/ 2016/ 2022/ 2023 | [ 7 ] [ 29 ] [ 11 ]  |
| "O Que Houve?" Mano Walter part. Marília Mendonça | Cleber Show Italo Renno Silva                                                                           | Mano Walter Ao Vivo em Maceió | 2016                   | [ 69 ]               |
| "Obrigado Por Estragar Tudo" | Juliano Tchula Elcio di Carvalho Natanael Silva Juan Marcus                                             | Todos os Cantos | 2019                   | [ 70 ]               |
| "Olha Só Você" | Marília Mendonça Juliano Tchula Gabriel Agra                                                            | Realidade | 2017                   | [ 5 ]                |
| "Onde Há Fumaça, Há Fogo" Cleber & Cauan part. Marília Mendonça | Desconhecido                                                                                            | Sonho | 2015                   | [ 71 ]               |
| "Página de Amigos" Chitãozinho & Xororó part. Marília Mendonça | Alexandre Rick                                                                                          | Elas em Evidências | 2017                   | [ 43 ]               |
| "Paixão Goiana" com Maiara & Maraisa | João de Paula Romeu Wandscheer                                                                          | Patroas | 2020                   | [ 1 ]                |
| "Para, Pensa e Volta" Yasmin Santos part. Marília Mendonça | Yasmin Santos Marcelos Campos Allan Coração                                                             | Yasmin Santos Ao Vivo em São Paulo - EP 2 | 2019                   | [ 72 ]               |
| "Para de Chamar Para Trair" com Maiara & Maraisa | Elcio di Carvalho Douglas Melo Nando Marx Junior Pepato Flavinho Tinto                                  | Patroas 35% | 2021                   | [ 45 ]               |
| "Parece Namoro" | Juliano Tchula Lucas Santos Rafael Torres                                                               | Agora É Que São Elas 2 (Ao Vivo \| Acústico)                                                                                                  | 2018                   | [ 73 ]               |
| "Passa Mal" | Paulo Pires Ray Antônio Guilherme Ferraz Sando Neto Diego Ferrari Everton Matos Leo Sagga               | Todos os Cantos | 2019                   | [ 74 ]               |
| "Perdeu a Razão" Joelma part. Marília Mendonça | Gabriel Agra Thales Lessa Waléria Leão                                                                  | Não associado a nenhum álbum | 2018                   | [ 75 ]               |
| "Perto de Você" | Hugo Henrique                                                                                           | Realidade Perfil | 2017                   | [ 5 ]                |
| "Por Mais 3 Horas" | Junior Gomes Vinícius Poeta Pedro Neto Benício Neto                                                     | Realidade | 2017                   | [ 5 ]                |
| "Por Trás da Maquiagem" Michel Teló part. Marília Mendonça | Murilo Huff Jairo Goes Rafael Augusto                                                                   | Bem Sertanejo - O Show | 2017                   | [ 76 ]               |
| "Pout-Pourri" Hugo & Guilherme part. Maiara & Maraisa, Dilsinho & Juliano                                                                                           | Bruno Felipe Jefferson Farias Luiz Cláudio Nino                                                         | Não associado a nenhum álbum | 2020                   | [ 77 ]               |
| "Pout-Pourri Modão" com Maiara & Maraisa | A. Vieira Alexandre Fatima Leão Jack Lourival dos Santos Netto Tião Carreiro Vicente Pereira Vileirinha | Patroas | 2020                   | [ 1 ]                |
| "Pra Falar a Verdade" | Regis Danese Peninha                                                                                    | Decretos Reais, Vol. 2 Decretos Reais Marília Mendonça: As Melhores 2023                                                                      | 2022                   | [ 24 ]               |
| "Presepada" com Maiara & Maraisa | Marília Mendonça Maiara                                                                                 | Patroas 35% | 2021                   | [ 45 ]               |
| "Quatro e Quinze" | Marília Mendonça Juliano Tchula JUnior Gomes Vine Show                                                  | Marília Mendonça | 2016                   | [ 29 ]               |
| "Que Festa é Essa (Caldas Country 2019)" com Diego & Victor Hugo e Hugo & Guilherme                                                                                 | Hugo Vezzani Rafael Quadros Vinni Miranda Waléria Leão                                                  | Não associado a nenhum álbum | 2019                   | [ 78 ]               |
| "Quero Você do Jeito Que Quiser" com Maiara & Maraisa | Marília Mendonça Maiara Maraisa                                                                         | Patroas | 2020                   | [ 1 ]                |
| "Restrição Sentimental" Gustavo Mioto part. Marília Mendonça | Gustavo Mioto Day Camargo Lara Menezes                                                                  | Inconfundível Sem Cortes | 2021/ 2022             | [ 79 ]               |
| "Rosa Embriagada" | Marília Mendonça Juliano Tchula                                                                         | Nosso Amor Envelheceu - EP | 2021                   | [ 80 ]               |
| "Sabiá" part. Henrique & Juliano | Edu Valim                                                                                               | Todos os Cantos | 2019                   | [ 81 ]               |
| "Saudade do Meu Ex" | Marília Mendonça Juliano Tchula Elcio di Carvalho Maiara                                                | Agora É Que São Elas Ao Vivo (Acústico) - EP Realidade                                                                                        | 2017                   | [ 42 ] [ 5 ]         |
| "Se Ame Mais" | Marília Mendonça Juliano Tchula                                                                         | Realidade | 2017                   | [ 5 ]                |
| "Se Ele Soubesse" Guilherme & Santiago part. Marília Mendonça | Matheus di Pádua Miguell                                                                                | Não associado a nenhum álbum | 2023                   | [ 82 ]               |
| "Sem Explicação" Vitor & Luan part. Marília Mendonça | Matheus Marcolino                                                                                       | Sofridas por Minuto | 2019                   | [ 83 ]               |
| "Sem Sal" | Vinícius Poeta Junior Gomes Renno Poeta Benicio Neto Vine Show                                          | Todos os Cantos Marília Mendonça: As Melhores 2023                                                                                            | 2019                   | [ 84 ]               |
| "Sendo Assim" / "Muito Estranho (Cuida Bem de Mim)" | Claudio Rabello Jacinto José Dalto                                                                      | Decretos Reais, Vol. 1 Decretos Reais Marília Mendonça: As Melhores 2023                                                                      | 2022                   | [ 64 ]               |
| "Sentimento Louco" | Marília Mendonça Juliano Tchula Elcio di Carvalho                                                       | Marília Mendonça - EP Marília Mendonça Perfil                                                                                                 | 2014/ 2016             | [ 7 ]                |
| "Serenata" | Paulo Pires Ray Antônio Guilherme Ferraz Sando Neto Diego Ferrari Everton Matos                         | Todos os Cantos, Vol. 2 Marília Mendonça: As Melhores 2023                                                                                    | 2019                   | [ 85 ]               |
| "Silêncio" | Benicio Neto Vinícius Poeta                                                                             | Marília Mendonça | 2016                   | [ 29 ]               |
| "Só Falta Você Aceitar" Hugo Henrique part. Marília Mendonça | Hugo Henrique                                                                                           | Só Dessa Vez | 2017                   | [ 86 ]               |
| "Só Pensando em Você" com Maiara & Maraisa | Liah Soares                                                                                             | Patroas | 2020                   | [ 1 ]                |
| "Sofrendo Por 3" | Rennó Vinícius Poeta Vine Show Junior Gomes Benício Neto                                                | Realidade | 2017                   | [ 5 ]                |
| "Sofridas por Minuto" Vitor & Luan part. Marília Mendonça | Elcio di Carvalho Renato Souza Anajuh Matheus Neves                                                     | Sofridas por Minuto | 2019                   | [ 87 ]               |
| "Some Que Ele Vem Atrás" dueto com Anitta | Murilo Huff Ricardo Vismarck Ronael Rafael Augusto                                                      | Não associado a nenhum álbum | 2019                   | [ 88 ]               |
| "Supera" | Montenegro Moura Tunico Hugo del Vecchio                                                                | Todos os Cantos, Vol. 3 Marília Mendonça: As Melhores 2023                                                                                    | 2019                   | [ 89 ]               |
| "Te Amo Demais" | César Lemos Karla Aponte                                                                                | Decretos Reais, Vol. 1 Decretos Reais Marília Mendonça: As Melhores 2023                                                                      | 2022                   | [ 64 ]               |
| "Te Amo Que Mais Posso Dizer (More Than I Can Say)" | Jonny Curtis Juvenal de Oliveira Jerry Alisson                                                          | Decretos Reais, Vol. 1 Decretos Reais Marília Mendonça: As Melhores 2023                                                                      | 2022                   | [ 64 ]               |
| "Te Quero Pra Mim (It Matters to Me)" com Maiara & Maraisa | Edward Monroe Hill Mark Daniel Sanders Marquinhos Edson Raul                                            | Patroas | 2020                   | [ 1 ]                |
| "Tentativas" | Gabriel Agra Matheus Marcolino Graciano Teg Luiz Henrique Paloni Thiago Teg                             | Não associado a nenhum álbum | 2020                   | [ 90 ]               |
| "Toda Ida Pede Volta" Hugo & Guilherme part. Marília Mendonça | João Gustavo Atayde Filho Kleber Paraíba Murilo Ventura                                                 | No Pelo em Campo Grande | 2018                   | [ 91 ]               |
| "Todo Mundo Menos Você" com Maiara & Maraisa | Marília Mendonça Maiara Maraisa                                                                         | Patroas 35% Marília Mendonça: As Melhores 2023                                                                                                | 2021                   | [ 92 ]               |
| "Todo Mundo Vai Sofrer" | Junior Gomes Lari Ferreira Renno Poeta Diego Silveira                                                   | Todos os Cantos, Vol. 2 Marília Mendonça: As Melhores 2023                                                                                    | 2019                   | [ 93 ]               |
| "Traição Não Tem Perdão" | Marília Mendonça Juliano Tchula                                                                         | Realidade | 2017                   | [ 5 ]                |
| "Troca de Calçada" | Marília Mendonça Juliano Tchula Vitor Ferrari                                                           | Nosso Amor Envelheceu - EP Marília Mendonça: As Melhores 2023                                                                                 | 2021                   | [ 94 ]               |
| "Transplante" part. Bruno & Marrone | Murilo Huff Rafael Augusto Ronael Ricardo Bismarck Elias Costa Jean Carlos                              | Não associado a nenhum álbum | 2017                   | [ 95 ]               |
| "Um Brinde" Dennis part. Marília Mendonça Maiara & Maraisa | Marília Mendonça Tchula Gabriel Agra                                                                    | Não associado a nenhum álbum | 2017                   | [ 96 ]               |
| "Um Louco" Zé Henrique & Gabriel part. Marília Mendonça | Ivan Medeiros Zé Henrique                                                                               | Histórico | 2017                   | [ 97 ]               |
| "Uma Vida a Mais (Listen to Your Heart)" solo/com Maiara & Maraisa                                                                                                  | Per Hakan Gessle Mats Arne Persson Marília Mendonça Maraisa Juliano Tchula Gabriel Agra                 | Patroas Decretos Reais, Vol. 2 Decretos Reais                                                                                                 | 2020/ 2022             | [ 1 ] [ 24 ]         |
| "Vai Lá em Casa Hoje" George Henrique & Rodrigo part. Marília Mendonça                                                                                              | Elcio di Carvalho Junior Pepato Rafa Borges Diego Silveira Bia Frazo                                    | Ao Vivo em Brasília | 2021                   | [ 98 ]               |
| "Vira Homem" | Filipe Escandurras Dito Martins                                                                         | Não associado a nenhum álbum | 2020                   | [ 99 ]               |
| "Você Nem é Tudo Isso" com Maiara & Maraisa | Marília Mendonça Maraisa Juliano Tchula Elcio di Carvalho                                               | Patroas | 2020                   | [ 1 ]                |
| "Você Não é Mais Assim" com Zezé Di Camargo | César Augusto Piska                                                                                     | Marília Mendonça: As Melhores 2023 | 2023                   | [ 100 ]              |
| "Você Não Manda Em Mim" com Maiara & Maraisa | Matheus Araujo Dom Vittor João Gustavo Dias Ikaro Rodrigo                                               | Patroas 35% | 2021                   | [ 45 ]               |
| "Vou Ter Que Superar" Matheus & Kauan part. Marília Mendonça | Pira Vitor Ribas                                                                                        | Tem Moda Pra Tudo | 2019                   | [ 101 ]              |